# Nangxian (häradshuvudort i Kina, Tibet Autonomous Region, lat 29,05, long 93,09)
Nangxian (kinesiska: Langxian, 朗县) är en häradshuvudort i Kina. Den ligger i den autonoma regionen Tibet, i den sydvästra delen av landet, omkring 200 kilometer öster om regionhuvudstaden Lhasa. Antalet invånare är 15 946. Befolkningen består av 7 800 kvinnor och 8 146 män. Barn under 15 år utgör 22,0 %, vuxna 15-64 år 73 %, och äldre över 65 år 4,0 %.
Runt Nangxian är det mycket glesbefolkat, med 2 invånare per kvadratkilometer. Nangxian är det största samhället i trakten. Trakten runt Nangxian består i huvudsak av gräsmarker.
Genomsnittlig årsnederbörd är 1 300 millimeter. Den regnigaste månaden är juni, med i genomsnitt 267 mm nederbörd, och den torraste är januari, med 7 mm nederbörd.